# Kurseong
Kurseong (hindi कुर्सेओंग, beng. কার্শিয়াং) – miasto położone w Himalajach, w północnej części indyjskiego stanu Bengal Zachodni. Jest ono przystankiem na drodze z Siliguri do Dardżylingu. Ekonomia miasta opiera się na turystyce, edukacji i plantacjach herbaty.

## Położenie

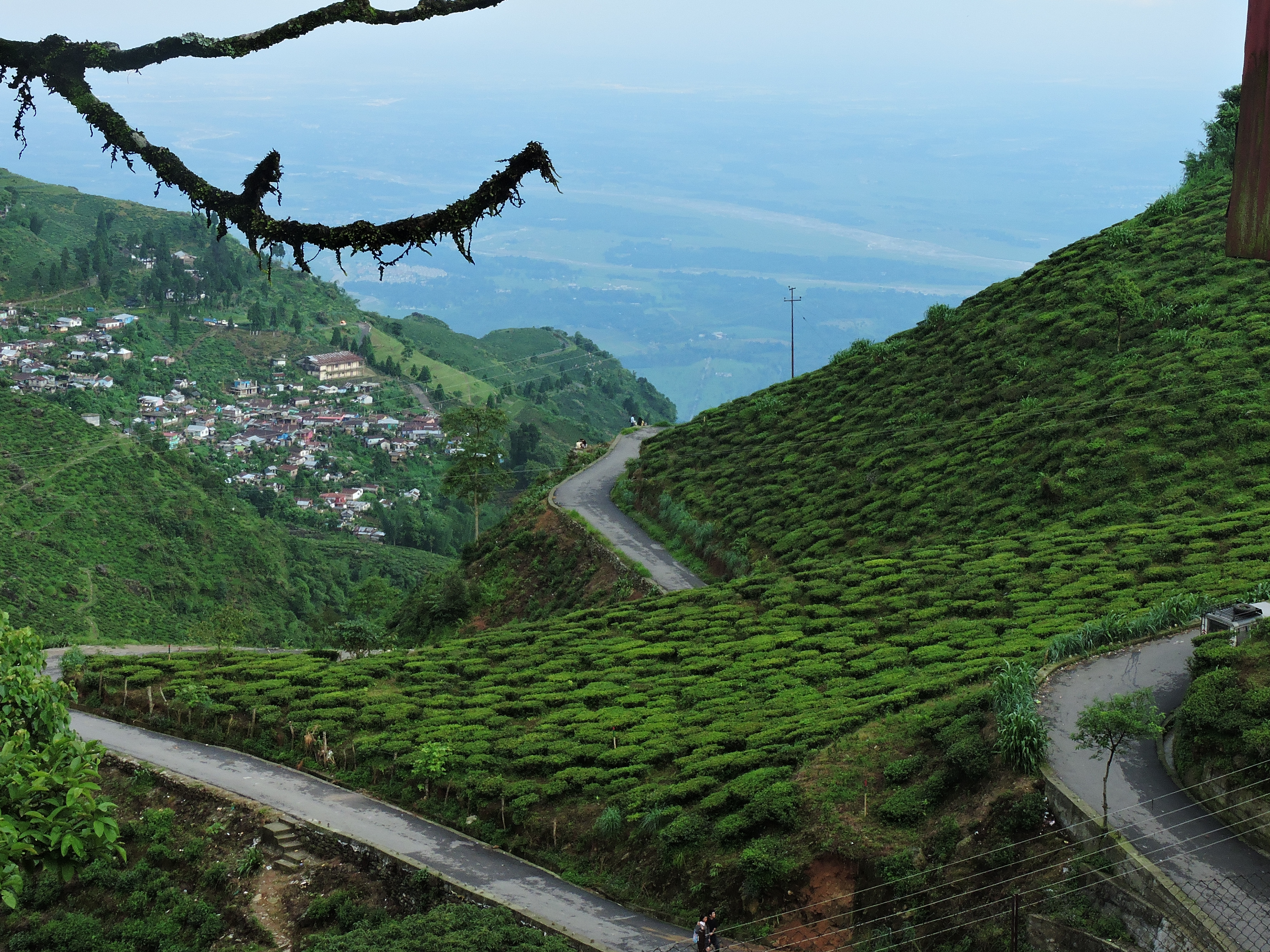
Widok na okoliczne plantacje herbaty i rozpościerające się na południu równiny

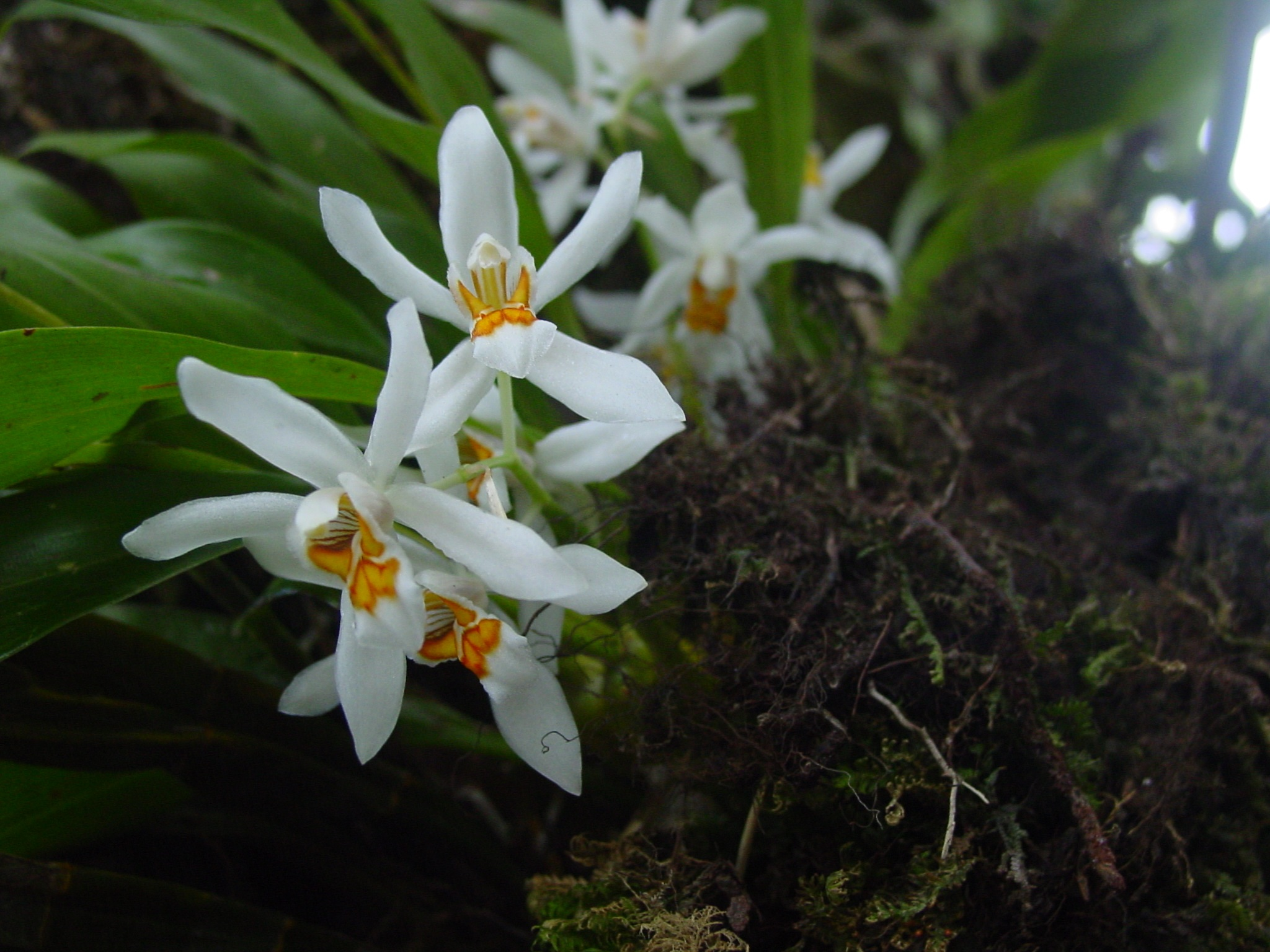
Białe orchidee z Kurseongu

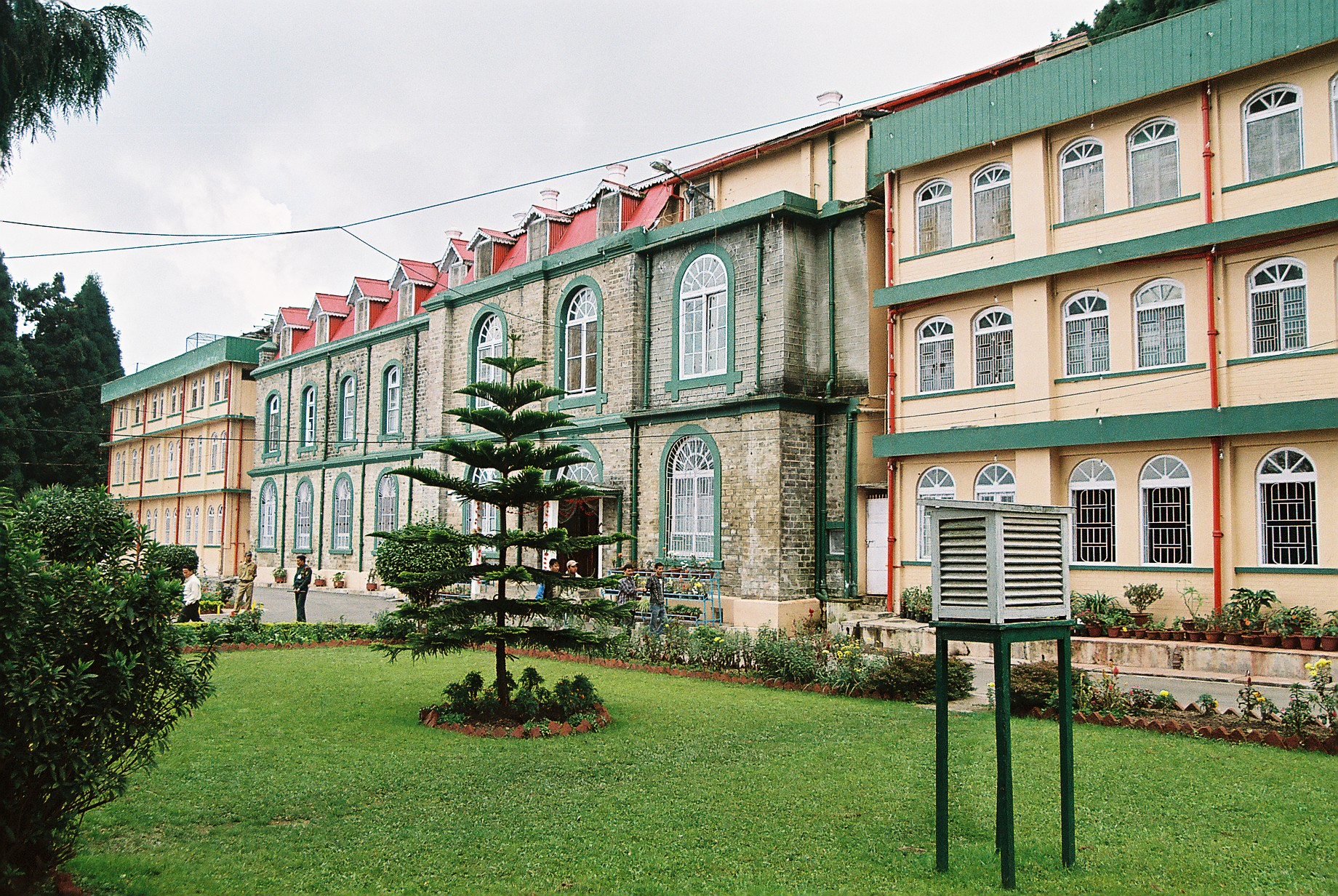
Goethals Memorial School

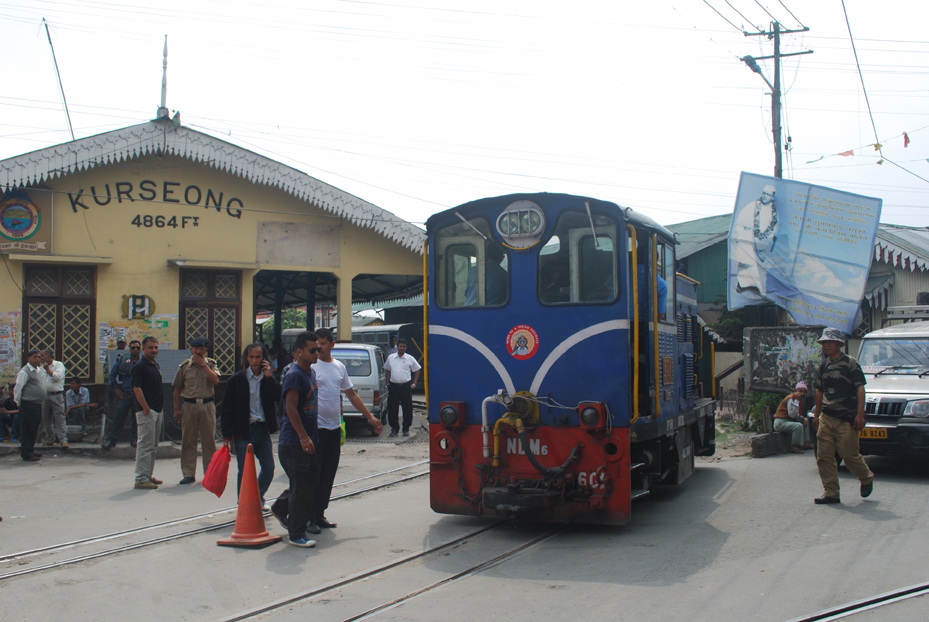
Toy train na stacji w Kurseongu

Kurseong leży w północno-wschodnich Indiach, w północno-zachodniej części stanu Bengal Zachodni, w dystrykcie Dardżyling. Miasto jest położone na górskim stoku na obszarze Dardżylińskich Himalajów, na drodze biegnącej pomiędzy Siliguri, węzłem komunikacyjnym i największym miastem regionu, a Dardżylingiem, słynnym ośrodkiem turystycznym. Jego wysokość względna to 1458 m n.p.m. (lub 1501 m n.p.m.), ma ono ok. 5,05 km² – 7,5 km² powierzchni, a współrzędne geograficzne to: 26°52'57.0"N 88°16'38"E.

## Historia
Do XVIII w. region był częścią Królestwa Sikkimu, a współczesne miasto było małą wioską nazywaną „Kharsang” zamieszkiwaną przez Lepczów. Na przełomie XVIII i XIX w. okolice Kurseongu zostały podbite przez Nepalczyków i włączone do ich państwa. W 1817 r., po wojnie Brytyjczyków z Gurkhami Brytyjczycy oddali ten teren Królestwu Sikkimu. W 1835 r., na prośbę władz Indii Brytyjskich, Czogjal Sikkimu przekazał Brytyjczykom, za coroczną opłatę, górski region będący dziś częścią Dystryktu Dardżyling. Było to spowodowane wybraniem przez władze kolonialne Dardżylingu na sanatorium i letnią rezydencję dla brytyjskich oficerów i żołnierzy. Kurseong, jako jedna z podstacji w drodze z równin Bengalu do Dardżylingu, zaczął się gwałtownie rozwijać. Pierwotnie trasa biegła tzw. Military Road, w latach 60. wybudowano tzw. Cart Road. W 1880 r. otwarto stację kolei wąskotorowej, tzw.„Toy Train” biegnącej z Siliguri do Dardżylingu. Prawa miejskie Kurseong otrzymał w 1879 r., jako jedna z pierwszych gmin miejskich (Municipality) w Benglu. W 1881 r. miejscowość liczyła 4 033 mieszkańców. W 1890, wraz z utworzeniem Dystrykyu Dardżyling, Kurseong stał się siedzibą Kurseong Sub-Division. W tym czasie miasto przestało być jedynie przystankiem w drodze do Dardżylingu, ale samo również zaczęło pełnić rolę sanatorium dla brytyjskich żołnierzy.
Geneza nazwy nie jest jasna, lecz prawdopodobnie pochodzi od kurson-rip, co w języku lepcza oznacza małą, białą orchideę, jakie licznie można znaleźć w pobliskich dolinach. Może również pochodzić od kur, czyli lokalnego gatunku trzciny i sheang oznaczającego w języku lepcza patyk.

## Klimat
Kurseong leży w oddziaływaniu klimatu umiarkowanego ciepłego z suchą zimą. W klasyfikacji klimatów Köppena jest on oznaczony jako Cwb. Najcieplejszym miesiącem jest sierpień ze średnią temperaturą 20,5 °C, najchłodniejszy jest styczeń ze średnią temperaturą 10,1 °C. Największe średnie opady są w lipcu (896 mm), najmniejsze w grudniu (5 mm), zaś średnia suma roczna wynosi, w zależności od źródła, 3235 mm lub 5994 mm.

## Demografia

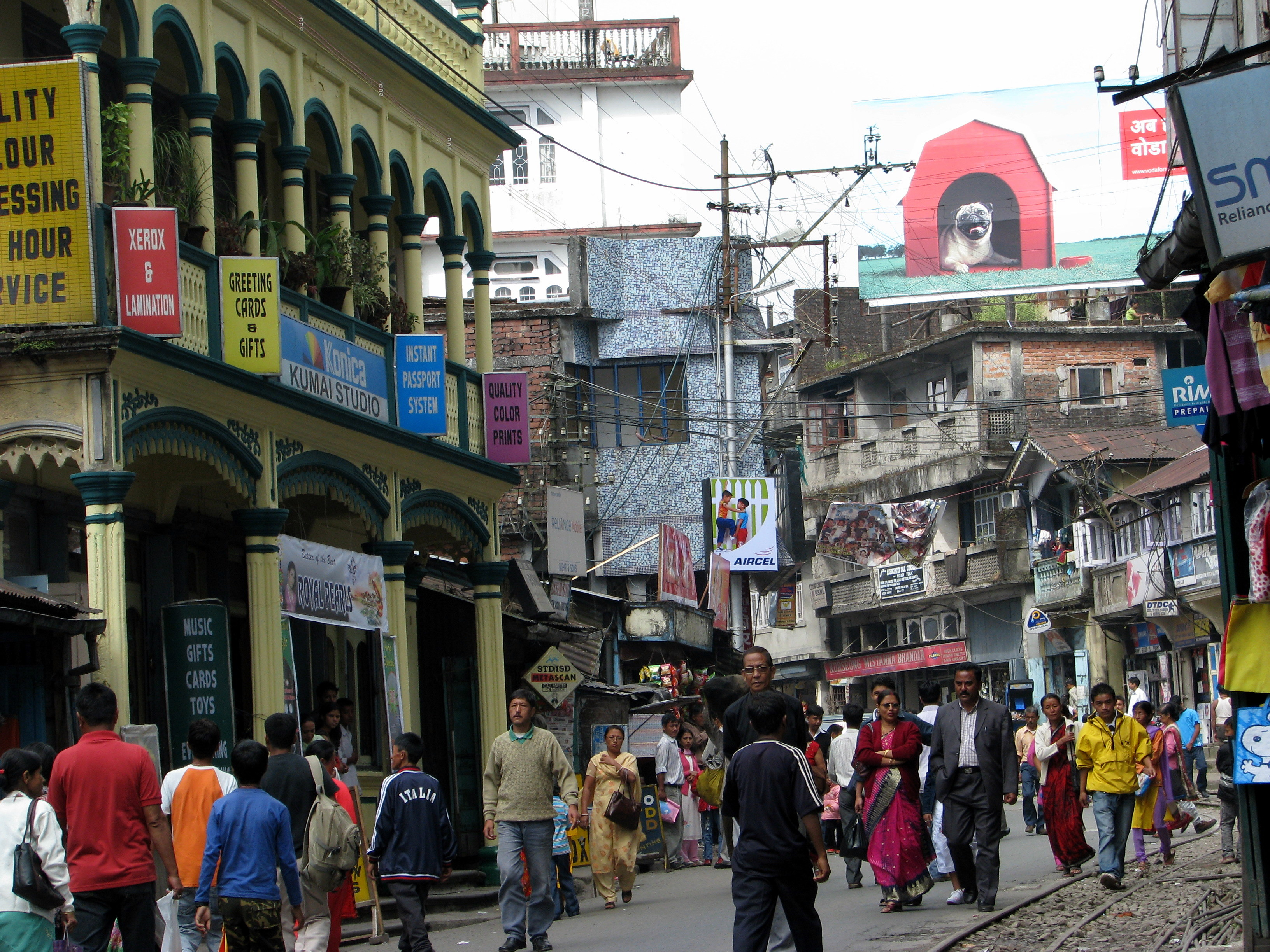
Ulica w Kurseongu

W 1991 r. Kurseong liczył 26 759 mieszkańców, w 2001 r. - 40 019. Według spisu statystycznego z 2011 r. Kurseong liczył 42 446 mieszkańców, 21 423 mężczyzn i 21 023 kobiet.  Na 1000 mężczyzn przypadało 981 kobiet, co jest wartością nieznacznie wyższą od średniej dla całego stanu, gdzie na 1000 mężczyzn przypadało tylko 950 kobiet. Gęstość zaludnienia wynosiła 5659 osób/km². Dzieci w wieku 0-6 lat stanowiły 8,5% (w całym stanie - 12%). Między 2001 a 2011 współczynnik wzrostu populacji wyniósł 6,1% (w całym stanie - 13,8%).
Analfabetami było ok. 6,7% społeczności miasta (w całym stanie było to 23,7% ludności), 4,5% mężczyzn i 8,1% kobiet. Pracowało lub prowadziło własny biznes 6 938 mężczyzn i 2 925 kobiet.
6,4% populacji miasta należało do tzw. zarejestrowanych kast (ang. Scheduled Castes), 19,1% należało do tzw. zarejestrowanych plemion (ang. Scheduled Tribes), czyli grup społecznych o najniższym statusie.
Mieszkańcy miasta porozumiewają się po nepalsku, w hindi, po angielsku, tybetańsku lub bengalsku.

### Religia
Według spisu powszechnego z 2011 r. 65,8% ludności, wyznawało hinduizm. Na drugim miejscu byli buddyści, których było 20,5%. Kolejne grupy wyznaniowe to:  chrześcijanie – 6,0% i muzułmanie – 5,7%.

## Gospodarka
Ważną częścią gospodarki miasta i otaczających terenów są plantacje dardżylińskiej herbaty. Do najsłynniejszych należą Castleton, Ambootia oraz, posiadająca najstarszą na świecie, założoną w 1859 r., fabrykę herbaty — Makaibari Tea Estate.
Ze względu na dużą ilość i różnorodność szkół w mieście Kuersong jest nazywany „the school town” (miasto szkół). Część z nich, np. St. Alphonsus High School lub Goethals Memorial School, była założona jeszcze za czasów brytyjskich. Szkoły średnie dzielą się na dwie grupy działające według innych systemów edukacji: angielską (the English Medium) i nepalską (the Nepali Medium). W mieście są też dwie wyższe uczelnie o statusie koledżu: Kurseong College, afiliowany przy Uniwersytecie Północnego Bengalu, a także Darjeeling Polytechnic College.
Prawdopodobnie pierwszą na świecie nepalską biblioteką publiczną jest, założona w 1913 r. w Kuersongu i wciąż istniejąca, Gorkha Public Library (Gorkha jana pustakalay). Powstała ona z inicjatywy indyjskich Nepalczyków (Gurkhów) dla rozwoju ich kultury, języka i literatury.

### Transport
Leżący na drodze pomiędzy Siliguri a Dardżylingiem Kurseong jest dobrze skomunikowany z tymi miastami. Z oddalonego o ok. 47 km Siliguri można tam dojechać trzema drogami: Pankhabari road, Rohini road oraz najpopularniejszą — Hill Cart Road (oficjalnie Tenzing Norgay road), która potem biegnie dalej do Dardżylingu. Na tej trasie kursują prywatne busy, można również wynająć taksówkę.
W Kuersongu znajduje się stacja wąskotorowej Himalajskiej Kolei Dardżylińskiej (ang. Darjeeling Himalayan Railway), tzw. Toy Train. Łączy ona New Jalpaiguri i Siliguri z Dardżylingiem. Najbliższą duża stacja kolejowa jest w New Jalpaiguri. Jest ona oddalona o ok. 57 km drogą lub 53 km koleją wąskotorową. Nieco bliżej, bo 50 km od Kuersongu, leży lokalna stacja kolejowa w Siliguri.
Najbliższym lotniskiem jest oddalony o ok. 60 km Port lotniczy Bagdogra.

### Turystyka
Dzięki łagodnemu klimatowi, spokojnej atmosferze, pięknie okolicy oraz dogodnym, tranzytowym położeniu Kurseong stanowi cel przyjazdów turystycznych. Przyjezdni mogą się zatrzymać w jednym z położonych w mieście hoteli, schronisku turystycznym WBTDC lub na kwaterach w okolicznych plantacjach herbaty.
Do najpopularniejszych atrakcji turystycznych należą:
- Eagle's Crag — położony ok. 2 km. od centrum punkt widokowy ze starą telewizyjną wierzą nadawczą;
- Muzeum Netaji Subash Chandra Bose — dom–muzeum grupujące pamiątki po jednym z indyjskich polityków niepodległościowych;
- Kunsamnamdoling Gompa, potocznie nazywany Ani Gompa — żeński klasztor buddyjski;
- Park jeleni (ang. Deer park), zwany DowHill Park[5][6][6][11].